# Uralarmee
Die selbständige Uralarmee (russisch Ура́льская отде́льная а́рмия oder russisch Отдельная Уральская армия) war ein Großverband der Weißen Bewegung im Russischen Bürgerkrieg. Sie wurde im April 1918 aus verschiedenen Einheiten der Ural-Kosaken aufgestellt, die sich von der im Januar 1918 zusammenbrechenden deutsch-russischen Front des Ersten Weltkrieges in Richtung Ural zurückzogen und die sich weigerten, den Anweisungen der Sowjetregierung der Bolschewiki und linken Sozialrevolutionäre Folge zu leisten. Zunächst als regionaler Verband aufgestellt, dessen vorrangige Aufgabe die Verteidigung des Ural-Oblast (dessen Benennung sich auf den Fluss Ural bezog) sowie der angrenzenden Wolga-Region und des südlichen Uralgebirges sein sollte, wurde die Uralarmee auf Anweisung des Admirals Koltschaks, der den Titel des Obersten Regenten Russlands angenommen hatte, am 28. Dezember 1918 in eine vollwertige Armee der Weißen Bewegung umgewandelt. Der Verband hatte im Zeitraum von April 1918 bis zum Januar 1920 abhängig von der Kriegslage eine Stärke von mindestens 15.000 bis zu 25.000 Soldaten. Die selbständige Uralarmee litt während ihrer gesamten Existenz unter dem Mangel an Waffen und Munition. Bis zum 21. Juli 1919 war die Armee Koltschak unterstellt und wurde danach den Streitkräften Südrusslands von Anton Denikin zugewiesen. Nach Koltschaks endgültiger Niederlage im Oktober 1919 versuchte die Uralarmee erfolglos Anschluss an Denikins Truppen zu finden. Die Reste der selbstständigen Uralarmee ergaben sich Anfang April 1920 der Roten Armee in Fort Alexandrowski. Der letzte Befehlshaber der Armee Generalleutnant (Ataman) Wladimir Tolstow konnte mit ungefähr 250 Personen der Roten Armee entkommen und nach Persien fliehen. Von dort aus verstreuten sich die übriggebliebenen Kosaken in Richtung Europa, Amerika und Australien.

## Geschichte
Nach ihrer Bildung wurde die Armee ab Ende September 1918 per Dekret des Komutsch (Komitee der Mitglieder der konstituierenden Versammlung) nach den Standards einer Armee des russischen Kaiserreiches organisiert. Weitere Umorganisationen folgten bis zum Frühjahr 1919, dann hatte die Armee ihre endgültige Struktur eingenommen.
Im Frühjahr und Sommer 1918 operierte die Armee an dem Frontbogen von der Nordküste des Kaspischen Meeres und östlich von Astrachan über Alexandrow Gai, Uralsk, bis zur Stadt Ilezk. Der Schwerpunkt der Auseinandersetzungen zwischen der Roten Armee und der Uralarmee war der Kampf um die Stadt Uralsk. Die Uralarmee verteidigte die Stadt hartnäckig vom Herbst 1918 bis zum Januar 1919 gegen die 4. rote Armee. Danach zog sie sich entlang des Flusses Ural nach Süden zurück. Vom 20. April 1919 bis zum Juli 1919 startete die Uralarmee im Zusammenhang mit der allgemeinen Frühjahrsoffensive der Truppen Admiral Koltschaks eine Gegenoffensive mit dem Ziel Uralsk zurückzuerobern, wobei nur die Besetzung des Umlandes der Stadt gelang. Mehrere Versuche der Uralarmee, die Stadt im Mai 1919 einzunehmen, wurden von den belagerten Rotarmisten abgewehrt. Am 11. Juli 1919 musste die Uralarmee die Belagerung von Uralsk aufgeben und sich erneut nach Süden zurückziehen.

### Überfall auf Lbischtschensk

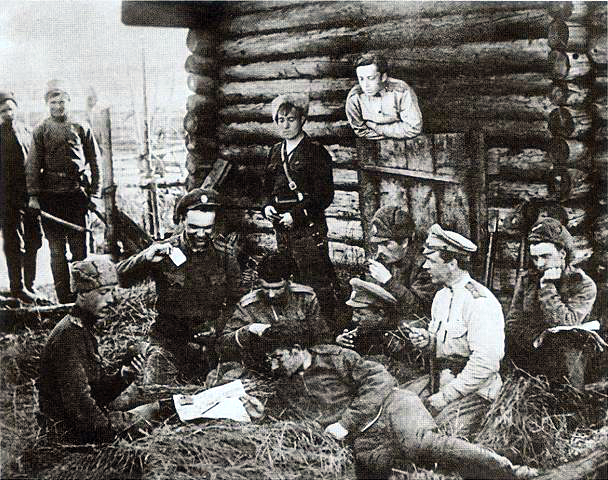
Kosaken der Uralarmee spielen Karten kurze Zeit nach dem Überfall auf Lbischtschensk. (5. September 1919)

Ende Juli 1919 marschierte die Uralarmee nach Lbischtschensk, das sie am 9. August 1919 wieder verließ, um weiter am Fluss Ural in Richtung Süden zu ziehen. Ende August und Anfang September unternahm eine ad hoc zusammengestellte Kampfgruppe von 1090 berittenen Kosaken der 1. Division unter dem Kommando von T. I. Sladkow und Infanteristen unter Oberstleutnant F. F. Posnjakow unter dem Befehl von Oberst N. N. Borodin einen erfolgreichen Vorstoß in das Hinterland der Roten Armee nach Lbischtschensk. Dort wurde am 5. September 1919 das gesamte Hauptquartier der 25. Schützen-Division zerstört, das gleichzeitig das Hauptquartier der gesamten Turkestanischen Front war. Dabei kamen insgesamt 3000 Soldaten der Roten Armee ums Leben, einschließlich des Divisionskommandeurs Wassili Tschapajew. In der Stadt selbst wurden 1500 tote Soldaten gezählt, die restlichen ertranken im Fluss Ural oder wurden in der umgebenden Steppe von den Kosaken massakriert. Nur ungefähr 800 Soldaten der Roten Armee wurden gefangen genommen. Die Uralarmee konnte in Lbischtschensk wertvolles Kriegsmaterial erbeuten, darunter Flugzeuge, Kraftfahrzeuge, Maschinengewehre, große Mengen Munition und Nahrungsmittelvorräte. Die Gesamtverluste der Uralarmee während dieser Operation beliefen sich auf 118 Soldaten, davon 24 Tote einschließlich des Oberst Borodin und 94 Verwundete.
Durch die Zerstörung ihres Hauptquartiers war die rote Turkestanische Front führungslos geworden, ihre restlichen Truppen waren demoralisiert und zogen sich in ihre Ausgangsstellungen bei Uralsk zurück. Dies ermöglichte im Oktober 1919 einen erneuten Vorstoß der Uralarmee auf die Stadt, die wiederum erfolglos belagert wurde.

### Niederlage
Nach dem Zusammenbruch von Koltschaks Front im Oktober 1919 wurde die Uralarmee von überlegenen Kräften der Roten Armee von ihren Nachschubquellen im Osten des Russischen Reiches isoliert. Die Vernichtung der Uralarmee, die zu diesem Zeitpunkt aus 17.500 Soldaten bestand, war deswegen lediglich eine Frage der Zeit.
Am 2. November 1919 startete die rote Turkestanische Front unter dem Kommando von Michail Frunse, die sich aus der 1. und 4. roten Armee mit insgesamt 22.000 Soldaten zusammensetzte, eine Offensive gegen die Uralarmee, die heute in der russischen Militärgeschichtsschreibung als Ural-Gurjew-Operation bezeichnet wird. Durch Angriffe von Norden und Osten in Richtung der Stadt Lbischtschensk sollten die Hauptkräfte der Uralarmee eingeschlossen und vernichtet werden. Unter dem Druck der Turkestanischen Front begann die Uralarmee ihren Rückzug in Richtung Süden. Lbischtschensk wurde am 20. November 1919 von der Roten Armee eingenommen, die Uralarmee konnte jedoch südlich der Stadt erneut eine stabile Front aufbauen. Daraufhin wurde die Turkestanische Front um weitere Kräfte verstärkt, während die Uralarmee keinerlei Nachschub erhielt.
Am 10. Dezember 1919 nahm die Turkestanische Front ihre Offensive wieder auf. Der Widerstand der geschwächten Uralarmee wurde gebrochen und ihre Front brach zusammen. Am 11. Dezember 1919 fiel das Dorf Salmichinskaja (heute Schalpaktal) und am 18. Dezember die Stadt Kalmykowo (heute Tajpak), wobei dem Ilezker Kosakenkorps der Rückzug in Richtung Süden abgeschnitten wurde. Am 22. Dezember fiel die Siedlung Gorski als letzter Stützpunkt der Uralarmee vor der Hafenstadt Gurjew am Kaspischen Meer. Dorthin zogen sich Ataman Tolstow und sein Stab zurück. Das abschnittene Iletsker Korps wurde bei dem Ort Maly Bajbus bis zum 4. Januar 1920 aufgerieben oder gefangen genommen. Das kasachische Regiment des Korps wechselte auf die Seite von Alasch Orda, nahm die übrigen Kosaken gefangen und übergab sie der Roten Armee. Der Generalleutnant Akutin wurde noch vor Ort von den Soldaten der roten 25. Schützen-Division aus Rache für den Tod des Kommandeurs Tschapajew hingerichtet. Die 6. Ilezker Division, die sich in Richtung Wolga durch das Gebiet der kasachischen Bökey-Horde zurückzog, wurde durch Hunger, Krankheiten und Angriffe der Roten Armee fast vollständig ausgelöscht.
Im ehemaligen Operationsgebiet der Uralarmee kämpften versprengte Kosaken laut dem Autor S.S. Balmasow noch bis zum Mai 1920 gegen die Rote Armee, als die Population des Gebiets um Uralsk durch Typhus-Epidemien und den als “Entkosakisierung” bezeichneten Völkermord der Roten Armee an den Kosaken laut Balmasow auf 2,5 Prozent gegenüber dem Vorkriegswert reduziert wurde.

### Todesmarsch der Uralarmee aus Gurjew
Nach der Eroberung von Gurjew durch die Rote Armee am 5. Januar 1920 und dem vollständigen Sieg der Turkestanischen Front wurden Teile der Uralarmee gefangen genommen und ein Teil der Kosaken lief zur Roten Armee über. Die verbleibenden Kosaken zogen sich durch die eisige Sand- und Steinwüste an der Nordküste des Kaspischen Meeres nach Fort Alexandrowski auf der Halbinsel Mangischlak zurück. Ungefähr 13.000 Kosaken und etwa 3000 Einwohner der von der Roten Armee eroberten Ortschaften begaben sich auf den 1200 km langen Marsch.
Die Turkestanische Front verzichtete auf eine Verfolgung. Der Marsch von Gurjew nach Fort Alexandrowski wurde für einen bedeutenden Teil der Kosaken zum Todesmarsch, da kaum warme Kleidung, Trinkwasser, Nahrung, Tierfutter und Medikamente zur Verfügung standen. Die Kasachen, die sich auf die Seite von Alasch Orda und der Roten Armee gestellt hatten, überfielen die Kolonne und raubten Teile der Kriegskasse sowie Schafherden, die zur Ernährung der Kosaken vorgesehen waren. Die überlebenden Kosaken, die Fort Alexandrowski erreichten, litten an Erfrierungen, Unterernährung und waren mangels sauberen Trinkwassers häufig an Typhus erkrankt. Von den insgesamt 16.000 Personen, die aus Gurjew aufgebrochen waren, erreichten weniger als 3.000 Fort Alexandrowski.
Nach der Ankunft in Fort Alexandrowski plante Ataman Tolstow zunächst weiter nach Süden zu marschieren und Anschluss an die weiße Turkestan-Armee herzustellen. Als dieser Verband bis Anfang Februar in Krasnowodsk geschlagen wurde, versuchte Tolstow die Armee auf die andere Seite des Kaspischen Meeres nach Port Petrowsk (heute Machatschkala) zu evakuieren und von dort aus Verbindung zu den Streitkräften Südrusslands unter Denikin herzustellen. Die Evakuierung verlief langsam und schleppend. Tolstow entschied, zunächst alle Kontingente, die nicht zu den Uralkosaken zählten, zu evakuieren. Dazu gehörten Orenburg-Kosaken, Astrachan-Kosaken sowie die Überreste von russischen Freiwilligeneinheiten. Als Port Petrowsk im März 1920 von der Roten Armee besetzt wurde, fuhren die Schiffe die persische Küste an. Die Evakuierung endete, als am 4. April die rote Kaspische Flottille mit dem Flaggschiff Karl Liebknecht unter dem Kommando von Fjodor Raskolnikow vor Fort Alexandrowski erschien und damit begann, die Stadt und die Hafenanlagen zu blockieren und zu beschießen. Die beiden letzten Transportschiffe der südrussischen Streitkräfte mit fast der gesamten Militärkasse der Kosaken an Bord desertierten in Richtung Persien.

### Kapitulation
Raskolnikow forderte die Kosaken auf, sich zu ergeben. Im Gegenzug dazu sollte das Leben aller verbleibenden Kosaken inklusive ihres Kommandeurs geschont werden. Die Kosaken, die durch zwei Jahre Bürgerkrieg erschöpft waren, ignorierten die Befehle Ataman Tolstows und ergaben sich der Roten Armee. Diese hielt sich jedoch nicht an die vorher gemachten Versprechen: Der Vater des Ataman Tolstow und der General Georgi Borodin wurden kurz nach der Kapitulation zunächst nach Moskau und dann in Lager in der Oblast Archangelsk verschleppt (SLON), wo sie erschossen wurden. Insgesamt ergaben sich ungefähr 1600 Kosaken, von denen die Unteroffiziere und Mannschaften bald darauf in die Rote Armee integriert wurden.
Aufgrund des Wortbruchs der Bolschewiki entschied sich Ataman Tolstow dafür, mit einigen treuen Kosaken aus Fort Alexandrowski zu fliehen. In der Nacht vom 4. April zum 5. April 1920 brach er vom Südrand der Stadt nach Süden auf. Dem Trupp schlossen sich spontan weitere Personen an, andere Kosaken, die mit Tolstow fliehen wollten, wurden vorher von den Bolschewiki verhaftet und daran gehindert, sich dem Zug anzuschließen. Schwer Kranke, die zusammen mit Tolstow fliehen wollten, wurden wegen ihrer schlechten Gesundheit in Fort Alexandrowski zurückgelassen.

## Flucht der letzten Uralkosaken

Karte des ehemaligen Transkaspischen Oblast des Russischen Kaiserreiches in den bis 1920 gültigen Grenzen. Grob skizziert ist die militärische Lage im 1. Halbjahr 1920. In blauer Farbe ist die ungefähre Fluchtroute der Uralkosaken nach Persien eingezeichnet.

Die Flucht der Uralkosaken und deren Familienangehöriger aus Fort Alexandrowski nach Persien vom 4. April 1920 bis zum 2. Juni 1920 fand mit dem Ziel statt, die von der Roten Armee kontrollierten Gebiete des ehemaligen Russischen Kaiserreiches zu verlassen. Es war die letzte Episode des Kampfes der Uralkosaken gegen die Bolschewiki während des Russischen Bürgerkriegs.
248 Menschen (einschließlich Zivilisten, Frauen und Kinder) begaben sich von Fort Alexandrowski auf den Marsch in Richtung Süden. Die Mehrheit stellten mit über 100 Personen die Kosaken aus dem Dorf Redut (heute Taldykol) des Gurjewer Militärbezirks. Es begaben sich 53 Offiziere der Uralarmee auf den Marsch. Sie führten auch die Banner der Uralarmee mit sich, das St. Georgs-Banner der Uralkosaken und zwei Banner des Erzengels Michael.
Die über 1000 Kilometer lange Marschroute der Kosaken führte durch die Gebiete der ehemaligen transkaspischen Region des Russischen Kaiserreiches, zuerst durch die Gebiete des ehemaligen Mangischlak-Distrikts und dann durch den Krasnowodsk-Distrikt, an dessen Südgrenze sich Persien befand. Die Kosaken führten praktisch keinerlei überflüssige Habseligkeiten mit sich, hatten nur die notwendigen Reittiere und begrenzte Nahrungsmittel- und Geldvorräte. Durch den schlechten Gesamtzustand der Gruppe konnten sie jedoch durchschnittlich nur 17 km pro Tag zurücklegen. Um sich Nahrung zu verschaffen, plünderten die Kosaken kasachische und turkmenische Nomaden aus, die an der Marschroute lebten.
Am 18. April trennte sich Generalmajor Wladimir Motorny zusammen mit 34 weiteren Offizieren von der Hauptgruppe, um auf eigene Faust in Booten entlang der Ostküste des Kaspischen Meeres die persische Grenze zu erreichen. Diese Gruppe wurde bald darauf bei Krasnowodsk von der Roten Armee gefangen genommen.
Von den verbleibenden Kosaken erreichten schließlich 162 Personen am 2. Juni 1920 die persische Grenze. 52 Personen waren in der Zwischenzeit an Hunger und Krankheiten gestorben oder von den Kasachen bei dem Versuch getötet worden, Tiere aus ihren Herden zu stehlen. In der persischen Stadt Ramian (Provinz Golestan) endete die Flucht.
Von Ramian aus marschierte die Kosakengruppe nach Teheran. Dort traten mehrere ehemalige Unteroffiziere der Uralarmee (Starschina I. I. Klimow, Starschina N. W. Misinow, Jessaul P. A. Fadejew) in den Dienst der persischen Kosakendivision ein, die zum damaligen Zeitpunkt die einzige nennenswerte Militäreinheit Persiens war. Klimow wurde deswegen für eine kurze Zeit sogar Chef der persischen Kavallerie.
Eine Woche nach ihrer Ankunft in Teheran wurde die restliche Gruppe getrennt: Alle gesunden Kosaken wurden in das englische Militärlager in der Stadt Hamadan transportiert, während Verwundete und Familienangehörige noch für einige Zeit in Teheran bleiben durften. Nach drei Monaten wurden auch die restlichen Kosaken inklusive des Ataman Tolstow nach Hamadan verlegt. Von dort aus wurde die gesamte Gruppe von den britischen Truppen nach Bagdad transportiert, wo sich ein Teil der Kosaken in Richtung Europa absetzte. Die restlichen Kosaken wurden auf einem britischen Schiff nach Wladiwostok transportiert, das sie im November 1921 erreichten. Während der Besetzung der Region Primorje durch die Rote Armee flohen die Kosaken nach China und von dort aus in die Vereinigten Staaten und zu einem Großteil nach Australien (Brisbane).

## Befehlshaber der Uralarmee

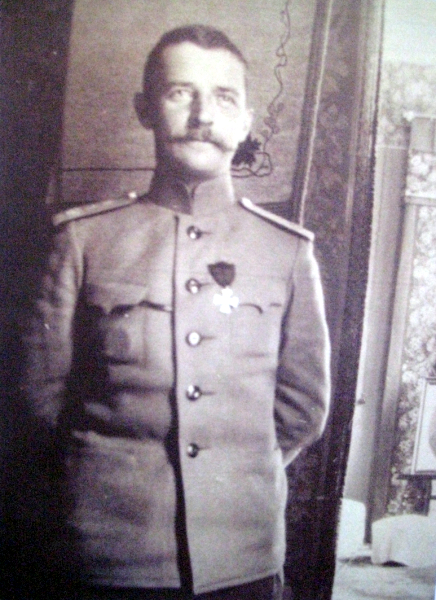
Wladimir Tolstow (hier als Podjessaul kurz nach der Verleihung des Orden des Hl. Georg, 4. Klasse, 15. Dezember 1915)

- Generalmajor M. F. Martynow (April 1918 – September 1918)
- Generalmajor W. I. Akutin (September 1918 – 13. November 1918)
- Generalleutnant N. A. Salelew (13. November 1918 – 8. April 1919)
- Generalleutnant W. S. Tolstow (8. April 1919 – 4. April 1920)

### Stabschefs der Uralarmee
- Oberst S. P. Kirilow (September 1918 – Oktober 1918)
- Oberst Kolpakow (Oktober 1918 – April 1919)
- Oberst W. I. Motorny (April 1919 – April 1920)

## Gliederung der selbstständigen Uralarmee
| selbständige Uralarmee (Befehlshaber Generalleutnant W.S.Tolstow, Chef des Stabes Oberst Wladimir Motorny) | selbständige Uralarmee (Befehlshaber Generalleutnant W.S.Tolstow, Chef des Stabes Oberst Wladimir Motorny) | selbständige Uralarmee (Befehlshaber Generalleutnant W.S.Tolstow, Chef des Stabes Oberst Wladimir Motorny) | selbständige Uralarmee (Befehlshaber Generalleutnant W.S.Tolstow, Chef des Stabes Oberst Wladimir Motorny) |
| --- | --- | --- | --- |
| | 1. Uralsker Kosaken-Korps                                                                                  | | |
| | | 1. Uralsker Kosaken-Division                                                                               | |
| | | | 1. berittenes Partisanenregiment                                                                           |
| | | | 2. berittenes Partisanenregiment                                                                           |
| | | | Lbischtschenker berittenes Regiment                                                                        |
| | | 2. Uralsker Kosaken-Division                                                                               | |
| | | 3. Ilezker Kosaken-Division                                                                                | |
| | | 6. Division                                                                                                | |
| | | | Slamichinsk-Regiment                                                                                       |
| | | | Tschichinsk-Regiment                                                                                       |
| | | | 2. Partisanen-Regiment                                                                                     |
| | 2. Ilezker Kosaken-Korps                                                                                   | | |
| | | 4. Ilezker Kosaken-Division                                                                                | |
| | | 5. Ilezker Kosaken-Division                                                                                | |
| | | Gurjew-Brigade                                                                                             | |
| | | | Gurjewer Schützen-Regiment                                                                                 |
| | | | Gurjewer Artilleriebatterie                                                                                |
| | | | Slamichinsk-Abteilung                                                                                      |
| | | | selbständige Bureniner Kosakenbrigade                                                                      |
| | 3. Ural-Astrachan-Korps                                                                                    | | |
| | 1. Orenburger Kosaken-Korps                                                                                | | |
| | | 1. Orenburger Kosaken-Division                                                                             | |
| | | | Gruppe Oberst M.G. Smirnow                                                                                 |
| | | | Gruppe Starschina Kerenzew                                                                                 |
| | | | Reserve (Gruppe Jesaul Krylow)                                                                             |
| | | | 2. Linener Kosaken-Regiment                                                                                |
| | | | 10. Kosaken-Flugabteilung                                                                                  |